# لیلیان گارسیا
لیلیان گارسیا (انگلیسی: Lilian Garcia؛ زادهٔ ۱۹ اوت ۱۹۶۶) یک خواننده اهل اسپانیا است.